# Legio IV Macedonica
Legio quarta Macedonica ou Legio IV Macedonica ("Quarta legião macedônica") era uma legião do exército imperial romano criada em 48 a.C. por Júlio César com legionários italianos. Foi debandada em 70 d.C. pelo imperador Vespasiano. Seu emblema era o touro (assim como todas as demais legiões de Júlio César) e o capricórnio.
Em 48 a.C., a República Romana decaía rapidamente. César havia cruzado o Rubicão no ano anterior, dando início à guerra civil. Pompeu, Cato, o Jovem, e o resto da facção conservadora do Senado Romano haviam fugido para a Grécia. Como preparativo para iniciar a perseguição, César arregimentou a Legio IV. As primeiras batalhas desta legião foram a Dirráquio (48 a.C.) e Farsalos (48 a.C.), nas quais César derrotou Pompeu. Depois disto, a quarta foi enviada para a província romana da Macedônia, o que lhe valeu seu cognome.
A IV Macedonica depois se manteve fiel ao sucessor de Júlio César, Otaviano, primeiro contra os assassinos de César na Batalha de Filipos (42 a.C.) e, depois, contra Marco Antônio na Batalha de Ácio (31 a.C.).
Otaviano, já conhecido como Augusto, enviou a Legio IV para a Hispânia Tarraconense em 30 a.C. para lutar nas Guerras Cantábricas. Cinco anos depois, a quarta serviu decisivamente na Batalha de Vélica, comandada pessoalmente por Augusto. Depois da vitória final de Augusto, em 13 a.C., a quarta permaneceu na região, mas seus efetivos foram espalhados por toda a Península Ibérica.
Em 43, a Legio IV foi transferida para a Germânia Superior para substituir a XIV Gemina em Mogoncíaco (moderna Mogúncia, na Alemanha). Juntamente com a XXII Primigenia, a quarta apoiou Vitélio, governador da Germânia Superior, no ano dos quatro imperadores (69), primeiro contra Otão e, depois, contra Vespasiano, que tornar-se-ia o imperador ao final da crise.
Durante a Revolta dos Batavos (70), a IV Macedonia guardou Mogoncíaco e lutou ao lado de Quinto Petílio Cerial contra os rebeldes. Suas ações, apesar de irrepreensíveis, não conquistaram a confiança de Vespasiano, provavelmente por causa do apoio inicial a Vitélio e a legião foi debandada em 70. Reconstituída logo depois, passou a chamar-se IV Flavia Felix.